# Eugen Reventlow
Eugen greve Reventlow (27. november 1798 i København – 16. (kirkebog: 18.) november 1885 på Altenhof) var en holstensk godsejer og dansk diplomat, bror til Theodor Reventlow.

## Uddannelse
Han var søn af Cay Reventlow og dennes anden hustru og var født i København, men da familien efter faderens udtrædelse af statstjenesten 1802 var flyttet til Kiel, opdroges sønnen der, blev student 1816 og studerede senere ved dette universitet.

## Lynkarriere som diplomat
Han fik 1819 ansættelse som dansk legationssekretær hos farbroderen Fritz Reventlow i Berlin, fra 1823 i Sankt Petersborg, og 1828 efterfulgte han farbroderen i Berlin. Denne post havde fra ungdommen af været målet for hans ønsker. I det hele øvede Berlin mere og mere tiltrækning på det holstenske ridderskab, medens dets medlemmer sjældnere viste sig i Kjøbenhavn, – "den danske Luft", skriver en dansk diplomat 1826, "behager ikke Holstenerne, naar de ikke ville betales, bekorses eller benøgles og betitles". Særlig var det vigtige gesandtskab i Berlin godt på veje til at blive monopoliseret af de holstenske Reventlower, thi ligesom Eugen succederede Fritz Reventlow som chef, således afløstes han 1823 i sekretærposten af sin fætter Heinrich Reventlow (til Wittenberg), medens dennes broder Ernst Christian Reventlow (til Farve) var attaché ved gesandtskabet.
Reventlow var ikke nogen betydelig personlighed, men han var meget repræsentativ og følte sig som chef for det holstenske ridderskabs mægtigste familie. Han blev også særlig begunstiget af den danske regering. Næppe 21 år gammel var han sekretær og i sit 31. år gesandt. Reventlow blev dansk kammerherre 1825, Kommandør af Dannebrogordenen 1829, fik Storkorset 1834, blev Dannebrogsmand 1840 og slutteligt gehejmekonferensråd 1841.

## Separatist
Reventlow var af hjertet slesvig-holstener og tog 1846 sin afsked efter udstedelsen af det åbne brev. Fra 1864 tilhørte han den fraktion inden for adelen, som ønskede en preussisk annektering af Hertugdømmerne, og var sammen med Carl Scheel-Plessen initiativtager til adressen af 23. januar 1866 til Otto von Bismarck. Han blev medlem af det preussiske herrehus. Reventlow levede efter sin afgang 1846 som godsejer på Gut Altenhof.
Han var gift 1. gang med sin kusine, grev Christian Bernstorffs datter Clara Charlotte Gerhardine (f. 22. april 1811 – 13. oktober 1832), 2. gang med Elisabeth født grevinde Voss (3. august 1812 – 6. januar 1876).